# André Lorgeré
André Lorgeré, né le 26 janvier 1891 à Guingamp (Côtes-du-Nord) et mort le 20 janvier 1973 dans la même ville, est un homme politique français.

## Biographie
Fils d'un ancien maire de Guingamp, André Lorgeré débute en politique en 1925 lorsqu'il ravit la mairie de Guingamp à la droite. Il devient la même année conseiller d'arrondissement. Radical-socialiste, proche du sénateur Gustave de Kerguézec, il devient député de la première circonscription de Guingamp en 1928, battant une nouvelle fois son opposant municipal Louis Le Goffic. En 1931, il devient conseiller général du canton de Guingamp et le reste jusqu'en 1941. L'année suivante, il est réélu député face au candidat de droite Yves Hervé. Nommé Sous-secrétaire d'Etat à l'Éducation physique le 30 janvier 1934, il n'est pas reconduit après la chute du gouvernement Daladier II le 9 février. Favorable au Front populaire, il est battu au second tour du scrutin par Yves Hervé et perd sa place de parlementaire. En 1938, il tente sans succès de devenir sénateur. Il est révoqué de ses fonctions en 1941. Il tente de revenir sur la scène politique lors des élections législatives de 1956 mais en quatrième position. il n'est pas réélu et meurt en 1973.
André Lorgeré fut également président d'En avant Guingamp de 1920 à 1940. Il avait épousé Paulette Sylvie Herault (1901-1976).

## Sources
- « André Lorgeré », dans le Dictionnaire des parlementaires français (1889-1940), sous la direction de Jean Jolly, PUF, 1960 [détail de l’édition]